# Nogometni klub Maribor B
Nogometni klub Maribor "B", je bil nogometni klub s sedežem v mestu Maribor. Leta 2014 ustanovljen NK Maribor B je bil rezervna ekipa NK Maribor . Ekipa je bila razpuščena po sezoni 2016–17.   Rezervne ekipe v Sloveniji lahko igrajo v istem ligaškem sistemu kot članske ekipe, vendar pa ne morejo igrati v istem tekmovanju kot njihova seniorska moštva, zato Maribor B ni imel pravice nastopati v slovenski Prvi Ligi ali Pokalu Slovenije .

## Zgodovina
Maribor B v prvih dveh sezonah ni imel možnosti napredovanja v slovensko drugo ligo zaradi takratnih pravil Nogometne zveze Slovenije, ki so prepovedovala sodelovanje rezervnih ekip prvoligaških klubov v drugi ligi. Ta določba je bila odpravljena junija 2016.  Za Maribor B so imeli pravico nastopa le igralci, ki so bili stari od 17 do 23 let, z izjemo članov prve ekipe, ki bi v primeru daljše poškodbe lahko nastopali v rezervni ekipi.  
Maribor B je svojo prvo tekmo odigral 10. julija 2014 na nevtralnem prizorišču v Dokležovju, ko se je v mednarodni prijateljski tekmi pomeril z bosansko-hercegovskim prvoligašem Slobodo Tuzla, ki je izgubil z 1:0.   Prvo uradno ligaško tekmo je ekipa odigrala 23. avgusta 2014 proti Mons Claudiusu v Rogatcu in zmagala z 9:1.  Po šestih zmagah v prvih šestih krogih je Maribor B 12. oktobra 2014 doživel prvi prvenstveni poraz, ko je bil v gosteh proti Podvincem poražen z 1:0.  Ekipa je svojo krstno sezono končala kot zmagovalka skupine sever v slovenski tretji ligi, a zaradi pravil Nogometne zveze Slovenije ni mogla napredovati, zato je napredovala NŠ Drava. 